# 659 Nestor
659 Nestor је Јупитеров тројански астероид са пречником од приближно 108,87 .
Афел астероида је на удаљености од 5,788 астрономских јединица (АЈ) од Сунца, а перихел на 4,587 АЈ.
Ексцентрицитет орбите износи 0,115, инклинација (нагиб) орбите у односу на раван еклиптике 4,520 степени, а орбитални период износи 4316,075 дана (11,816 годину).
Апсолутна магнитуда астероида је 8,99 а геометријски албедо 0,037.
Астероид је откривен 23. марта 1908. године.